# 17638 Sualan
17638 Sualan è un asteroide della fascia principale. Scoperto nel 1996, presenta un'orbita caratterizzata da un semiasse maggiore pari a 2,3785387 UA e da un'eccentricità di 0,2155495, inclinata di 2,07472° rispetto all'eclittica.